# خيسوس رييس فيريرا
خيسوس رييس فيريرا (بالإسبانية: Chucho Reyes)‏ هو رسام مكسيكي، ولد في 17 أكتوبر 1880 في غوادالاخارا في المكسيك، وتوفي في 5 أغسطس 1977 في مدينة مكسيكو في المكسيك.